# Вюрм (приток Нагольда)
Вюрм (нем. Würm) — река в Германии, протекает по земле Баден-Вюртемберг. Длина реки — 54 км, площадь водосборного бассейна — 418,3 км², расход воды в среднем около 3 м³/с. Река используется для сплава на каяках. Кроме того, вдоль реки проложен веломаршрут Würm.Rad.Weg. Одной из достопримечательностей на маршруте является замок Лиебенек, расположенный в долине реки.